# Baie-Saint-Paul
Baie-Saint-Paul is een stadje (ville) in de Canadese provincie Québec en telt 7288 inwoners (2006).